# Savka Dabčević-Kučar
Savka Dabčević-Kučar (6 de diciembre de 1923, Curzola, Croacia - 6 de agosto de 2009, Zagreb, Croacia) fue una política croata durante el período comunista y post comunista. Desde 1967 a 1969 se desempeñó como presidenta del 5º Consejo Ejecutivo del Partido Socialista de Yugoslavia.Fue fundadora y presidenta del Partido Popular Croata - Demócratas liberales (HNS) de 1990 a 1994 y miembro del Parlamento de 1992 a 1995.

## Biografía
Savka Dabčević-Kučar nació en 1923 en Curzola en una familia croata originaria de Bocas de Kotor. Se graduó en el Gimnasio Real de Señoritas de Split en 1941, en septiembre de 1943 se unió a los partisanos yugoslavos. Desde el año 1943 hasta el final de la guerra dirigió el campo de refugiados croatas El Shatt, en el norte de África.  Después de la guerra, en 1945, ingresó en la Escuela Superior de Economía de Zagreb. De 1946 a 1948 se educó en Leningrado, en la Unión Soviética, y a su regreso en 1949, se graduó en la Facultad de Economía de Zagreb. En 1955 terminó su doctorado en ciencias económicas en la misma universidad, el tema de tesis fue "John Maynard Keynes - teórico del capitalismo de estado" bajo la tutoría del economista y profesor Mija Mirković. Desde 1950 trabajó en la Facultad de Economía de Zagreb y en 1965 fue nombrada profesora titular de economía política en esa facultad.

## Trayectoria
Participó en la Primavera Croata, abogó por reformas dentro de la federación yugoslava. En un fragmento de su discurso pronunciado en Zagreb, el 7 de mayo de 1971, pasado medio año de la Primavera Croata dijo: 

Muchas preguntas esperan demasiado para obtener sus soluciones, y son esenciales para la vida de un trabajador y el progreso de la economía. Todavía no hemos convertido una serie de decisiones basadas en principios en programas concretos, y no hemos convertido muchos buenos programas en acciones. Tenemos que tomar el asunto en nuestras propias manos.

Desde el instituto apoyó a movimientos de izquierda en oposición al fascismo y al nazismo.  Luego de la capitulación de Italia, Dabčević-Kučar se unió a los partisanos en el otoño de 1943. Intentaron asesinarla en la isla Milna después del desembarco de un grupo perteneciente a los Ustacha.
A partir de 1959 fue miembro del comité central de la Liga de los Comunistas de Croacia (SKH), desde 1963 fue miembro del Comité Ejecutivo del SKH y desde 1966, una de los secretarias del Comité Ejecutivo del Comité Central del SKH. De 1967 a 1968 fue presidenta del Consejo Ejecutivo del parlamento de la SRH y, desde 1968, presidenta del comité central del SKH.
En 1971, luego del acuerdo de Karađorđevo, la obligaron a renunciar, no sólo a la política sino que también a su trabajo científico y académico en la Facultad de Economía de Zagreb. Regresó a la política nuevamente en 1990, en ese año lideró la Coalición del Acuerdo Popular, una fuerza reformista liberal que no simpatizaba con la (SKH), pero tampoco con la Unión Democrática Croata (HDZ) de Franjo Tuđman. Su coalición política fue derrotada en las primeras elecciones multipartidistas en la primavera de 1990.
Fue fundadora y presidenta de HNS de 1990 a 1994 y miembro del Parlamento de 1992 a 1995. Escribió varios libros de texto y libros en el campo de la economía política y la planificación y de periodismo político. Sus principales obras son: John Maynard Keynes, teórico del capitalismo de Estado (1957), Planificación regional en Yugoslavia (coautor, 1963), Sueños y realidad croata (I-II, 1997). Luego de su muerte, el presidente de la República de Croacia Stjepan Mesić envió un telegrama a sus familiares con el siguiente texto:

Uniéndome con mis condolencias a muchos que la conocieron y que la recuerdan con gran respeto, quiero señalar que su muerte es sin duda una gran pérdida para Croacia y el pueblo croata, a cuyo progreso, bienestar y libertad la Dra. Savka Dabčević-Kučar dedicó todo su trabajo político y científico.

## Premios y distinciones
Entre las distinciones que recibió fue condecorada con: 
- Memorial de la Guerra Patria,[9]
- Orden del Trébol de Croacia,[10]
- Orden de la Danica croata,[11]
- Orden Rey Dmitri Zvonimir.[12]